# Biblioteka Narodowa (Warszawa)

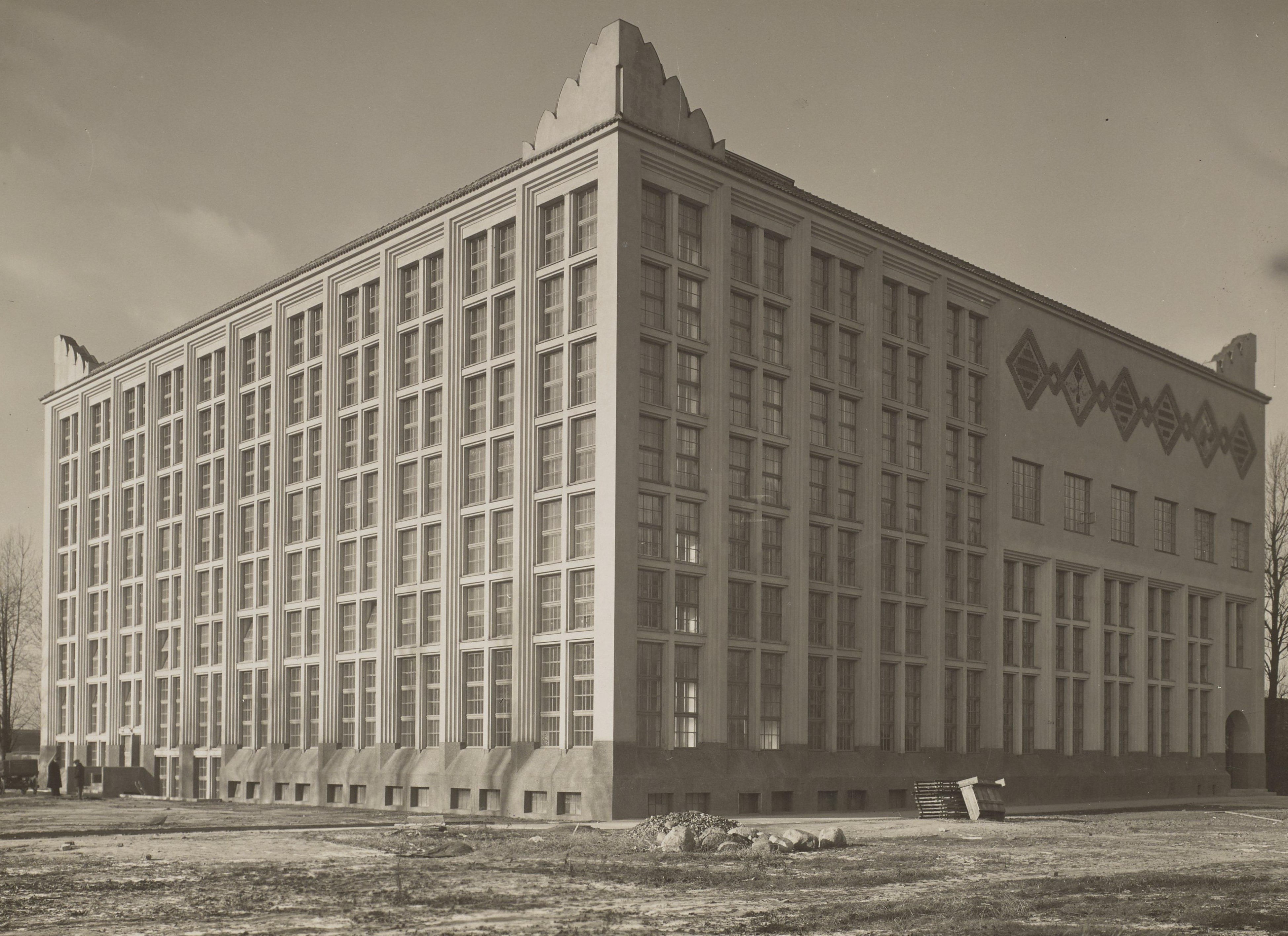
Budynek Biblioteki Wyższej Szkoły Handlowej, od 1930 roku siedziba Biblioteki Narodowej

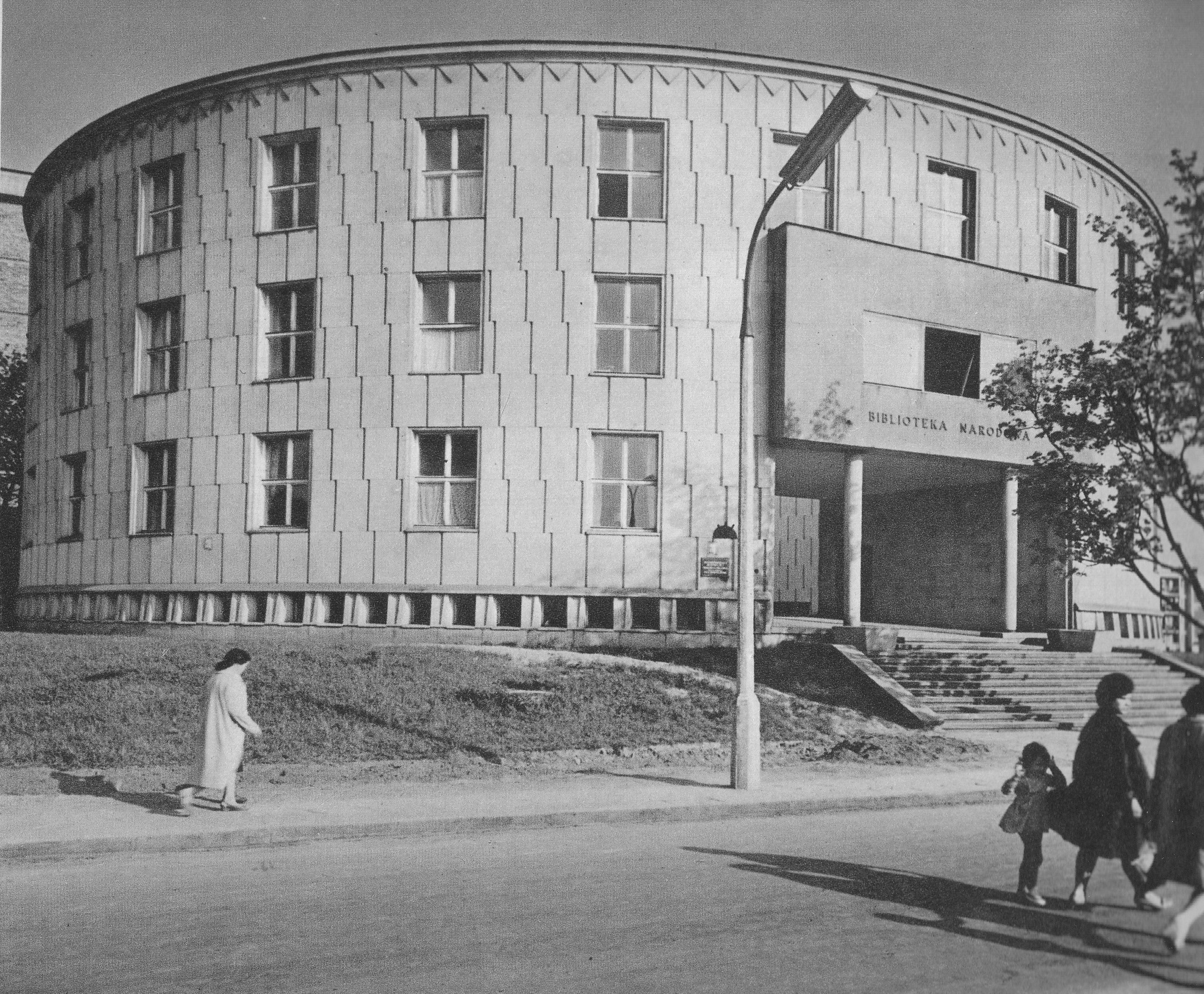
Tymczasowa siedziba biblioteki przy ul. Hankiewicza 1 (współcześnie siedziba Archiwum Akt Nowych)

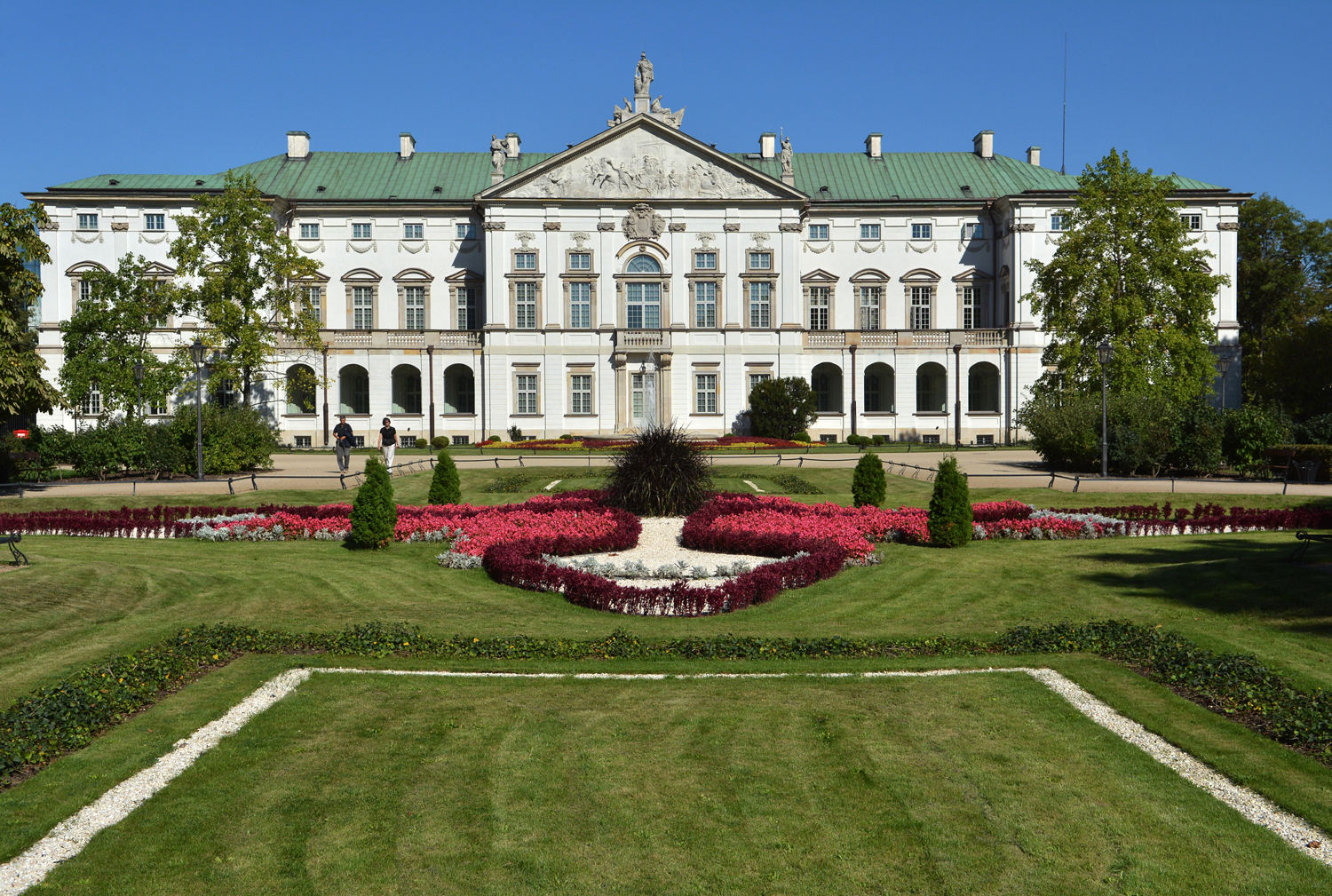
Pałac Rzeczypospolitej, od 2024 siedziba wystawy stałej prezentującej najcenniejsze obiekty ze zbiorów Biblioteki Narodowej

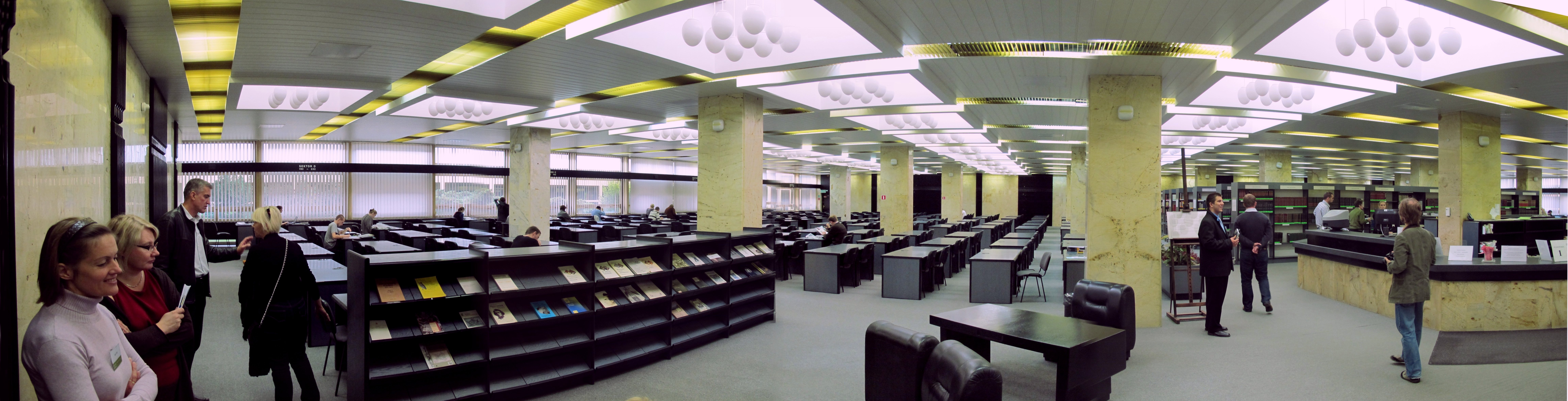
Czytelnia Główna przed przebudową

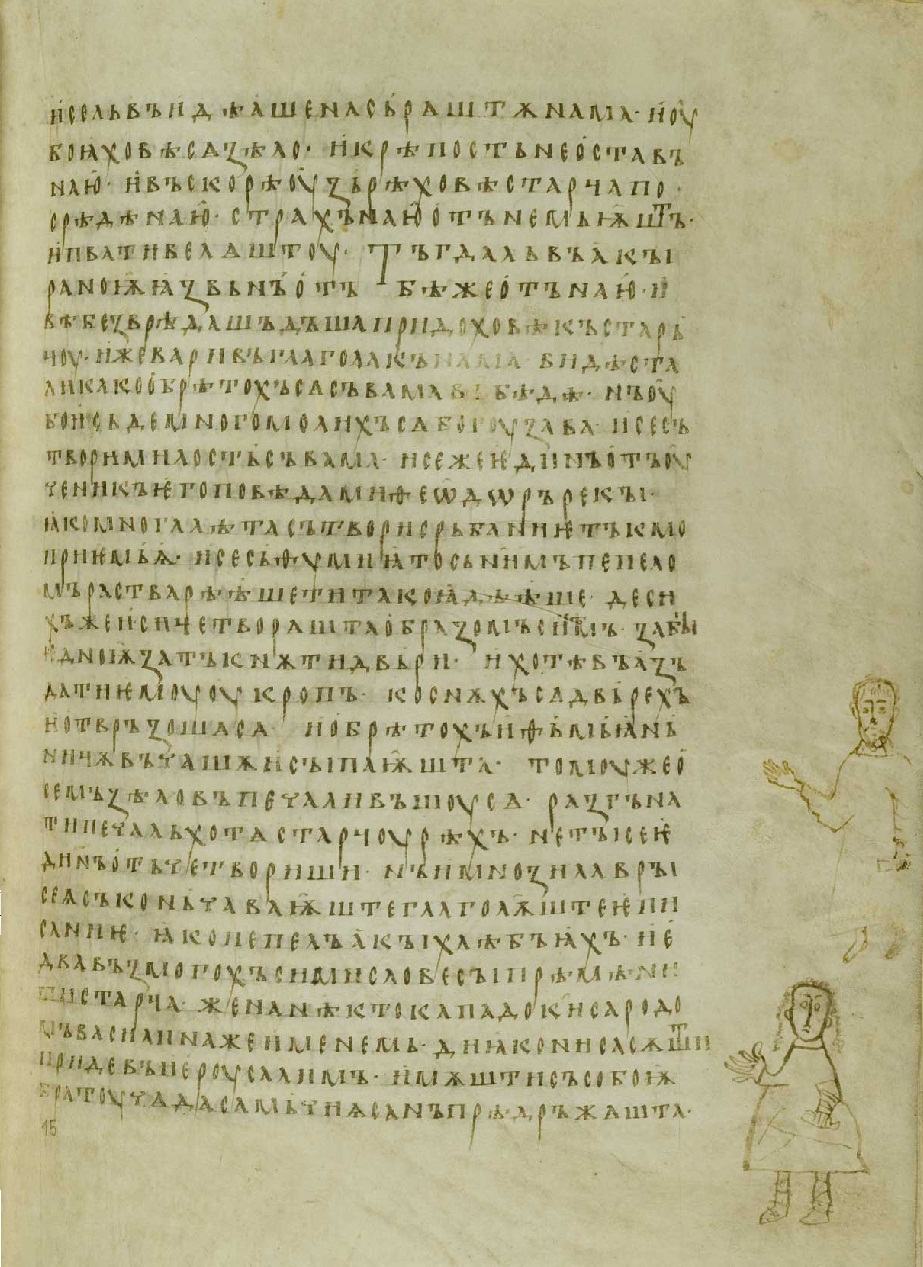
Karta z Kodeksu supraskiego z XI w.

Biblioteka Narodowa (BN) – polska biblioteka narodowa w Warszawie, znajdująca się przy alei Niepodległości 213 na Polu Mokotowskim, w dzielnicy Ochota. Jedna z najstarszych instytucji kultury w Polsce, założona w 1732, działająca w latach 1747–1795 jako Biblioteka Załuskich, reaktywowana w 1928.
Gromadzi książki, periodyki, publikacje elektroniczne i audiowizualne wydawane na terenie Polski oraz polonika zagraniczne. Jest najważniejszą biblioteką naukową o profilu humanistycznym, głównym archiwum piśmiennictwa narodowego i krajowym ośrodkiem informacji bibliograficznej o książce, placówką naukową, a także ważnym ośrodkiem metodycznym dla bibliotek w Polsce. Prowadzi również działalność wydawniczą – publikuje książki oraz punktowane czasopisma naukowe: „Polish Libraries”, „Rocznik Biblioteki Narodowej” oraz „Notes Konserwatorski”.
Biblioteka Narodowa ma prawo do otrzymywania egzemplarza obowiązkowego w liczbie dwóch sztuk danego tytułu jako jedna z dwóch bibliotek w kraju obok Biblioteki Jagiellońskiej w Krakowie.

## Piony organizacyjne i siedziby
Struktura
Struktura Biblioteki Narodowej:
- Dyrektor
- Zastępcy i pełnomocnicy
- Sekretariat
- Instytuty[10]:
  - Instytut Bibliograficzny
  - Instytut Książki i Czytelnictwa
  - Instytut Konserwacji Zbiorów Bibliotecznych
- 4 biura (Finansowo-Księgowe, Komunikacji i Promocji, Planowania i Zamówień Publicznych, Spraw Pracowniczych)[11]
- 22 zakłady, w tym część podzielonych na pracownie (Administracyjno-Gospodarczy, Bibliografii Polskiej 1901–1939, Czasopism, Dokumentów Życia Społecznego, Edukacji Bibliotekarskiej, Gromadzenia i Uzupełniania Zbiorów, Inwestycji i Remontów, Katalogowania Dziedzinowego, Kontroli Zbiorów, Magazynów Bibliotecznych, Rękopisów, Starych Druków, Technologii Informatycznych, Udostępniania Zbiorów, Wypożyczania Krajowego i Zagranicznego, Zasobu Wymiennego, Zbiorów Bibliologicznych, Zbiorów Cyfrowych, Zbiorów Dźwiękowych i Audiowizualnych, Zbiorów Ikonograficznych, Zbiorów Kartograficznych, Zbiorów Muzycznych)[12]
- Samodzielne stanowiska
- Zespoły zadaniowe
- Pozostałe komórki organizacyjne (Archiwum, Kancelaria, Służba Ochrony)[13]

Siedziby
Główna siedziba Biblioteki Narodowej znajduje się w Warszawie przy al. Niepodległości 213 na Polu Mokotowskim. W Pałacu Krasińskich przy placu Krasińskich 3/5 do 2019 mieścił się Zakład Starych Druków i Zakład Rękopisów (przeniesione zostały do gmachu głównego), a obecnie trwają w nim prace związane z projektem „Modernizacja i aranżacja wnętrz Pałacu Krasińskich (Pałacu Rzeczypospolitej) przy Placu Krasińskich 3/5 w Warszawie”. Celem projektu jest m.in. stworzenie interaktywnej przestrzeni wystawienniczej, w której udostępnione zostaną najcenniejsze zbiory Biblioteki Narodowej.

## Historia
Historia Biblioteki Narodowej sięga XVIII wieku. 8 sierpnia 1747 została otwarta Biblioteka Załuskich mieszcząca się w warszawskim pałacu Daniłowiczowskim. Ufundowali ją bracia Józef i Andrzej Załuscy. Współczesna Biblioteka Narodowa wiąże swoje tradycje z Biblioteką Załuskich. Po śmierci Józefa Załuskiego biblioteka została przejęta przez państwo i przemianowana na Bibliotekę Rzeczypospolitej Załuskich. Zgodnie z uchwałą sejmową, od 1780 biblioteka ta miała prawo do otrzymywania obowiązkowego egzemplarza każdej książki wydrukowanej w ówczesnym państwie polskim. Wskutek represji carskich po upadku insurekcji kościuszkowskiej zbiory Biblioteki Załuskich zostały zrabowane i wywiezione do Petersburga, gdzie zostały włączone do Biblioteki Carskiej (394 000 tomów, w tym: 11 000 rękopisów i 24 500 rycin). W okresie zaborów polskie piśmiennictwo przechowywano w zbiorach prywatnych na ziemiach polskich i emigracji (zakładano także biblioteki publiczne).
Biblioteka Narodowa została utworzona rozporządzeniem Prezydenta Rzeczypospolitej z mocą ustawy z dnia 24 lutego 1928 (weszło w życie 1 marca). Pierwszym dyrektorem był od 1934 Stefan Demby, a jego następcą od lipca 1937 został Stefan Vrtel-Wierczyński.
Pod zbiory przeznaczona została część nowo wybudowanego gmachu Biblioteki Wyższej Szkoły Handlowej (w 1933 uczelnia zmieniła nazwę na Szkołę Główną Handlową), w którym Biblioteka Narodowa rozpoczęła działalność w 1930. Zgodnie z umową uzyskała ona do wyłącznego użytku pomieszczenia na piętrach od pierwszego do trzeciego oraz w przyziemiu i piwnicy o łącznej powierzchni 2076 m². Czynsz w wysokości 75 tys. zł rocznie zapłacono WSH za sześć lat z góry i udzielono uczelni pożyczki w wysokości 400 tys. zł na wykończenie budynku i jego wyposażenie. Biblioteka Narodowa zapłaciła także za wykonanie i montaż 2 tys. żelaznych ruchomych półek magazynowych systemu „Hazet-Universalis” Zieleniewskiego. Uroczystość otwarcia Biblioteki Narodowej w nowej siedzibie odbyła się 28 listopada 1930 z udziałem prezydenta Ignacego Mościckiego.
W 1935 zbiory specjalne przeniesiono do pałacu Potockich na Krakowskim Przedmieściu 15. W 1939 zbiory Biblioteki Narodowej stanowiło ok. 770 tys. jednostek, w tym 52 tys. rękopisów, 80 tys. jednostek graficznych oraz 11,5 tys. map i atlasów. Podczas obrony Warszawy we wrześniu 1939 uległy zniszczeniu należące do niej zbiory Biblioteki Szkoły Polskiej na Batignolles w Paryżu i Muzeum Polskiego w Rapperswilu, znajdujące się w Centralnej Bibliotece Wojskowej w Alejach Ujazdowskich. W 1940 Niemcy połączyli Bibliotekę Narodową z Biblioteką Uniwersytecką w Warszawie i Biblioteką Ordynacji Krasińskich, tworząc Staatsbibliothek Warschau, a w jej ramach trzy oddziały: oddział książki dla Niemców (w gmachu Biblioteki Uniwersytetu Warszawskiego); oddział zamknięty – książki, z których nie można było korzystać – główna siedziba Biblioteki Narodowej w budynku Szkoły Głównej Handlowej; wszystkie zbiory specjalne z różnych instytucji warszawskich – Gmach Biblioteki Ordynacji Krasińskich przy ulicy Okólnik 9. W październiku 1944 zbiory specjalne zostały po kapitulacji powstania warszawskiego celowo spalone przez Niemców, wbrew postanowieniom układu kapitulacyjnego z 3 października 1944, zabezpieczającego ochronę zabytków, bibliotek i zbiorów archiwalnych przez okupanta. Zbiory znajdujące się w gmachu SGH w większości ocalały. Ogółem Biblioteka Narodowa utraciła podczas II wojny światowej ok. 40% swoich zbiorów, w tym 90% zbiorów specjalnych. Według innego źródła utraciła 78% zbiorów, tj. 788,8 tys. z 999,6 tys. jednostek.
Biblioteka wznowiła działalność w 1945. Do Polski wróciły zbiory wywiezione do Niemiec i Austrii oraz ocalałe fragmenty zbiorów m.in. bibliotek Ordynacji Krasińskich i Przezdzieckich. W 1954 nadano Bibliotece Narodowej statut. W 1959 z Kanady wróciły Kazania świętokrzyskie, Psałterz floriański oraz rękopisy Fryderyka Chopina.
W 1961 Biblioteka Narodowa wyprowadziła się z budynku Biblioteki SGH (od 1949 SGPiS) do nowej tymczasowej siedziby w gmachu archiwów przy ul. Hankiewicza 1.
W latach 1962–1976 przy alei Niepodległości 213 wzniesiono nowy kompleks budynków Biblioteki zaprojektowany przez Stanisława Fijałkowskiego. W 1976 Biblioteka Narodowa w Warszawie została odznaczona Krzyżem Komandorskim z Gwiazdą Orderu Odrodzenia Polski.

## Dyrektorzy
- Stefan Demby (1934–1937; od 1928 bezpośredni zwierzchnik Biblioteki jako naczelnik Wydziału Bibliotek Ministerstwa Wyznań Religijnych i Oświecenia Publicznego)
- Stefan Vrtel-Wierczyński (od 1937 do 1940 i w latach 1945–1947)
- Władysław Bieńkowski (1948–1956)
- Bogdan Horodyski (1956–1962)
- Witold Stankiewicz (1962–1982)
- Stanisław Czajka (1982–1992)
- Adam Manikowski (1993–1997)
- Jakub Zdzisław Lichański (1997–1998)
- Michał Jagiełło (1998–2007)
- Tomasz Makowski (od 2007)

## Udostępnianie
Biblioteka Narodowa jest największą w Polsce biblioteką udostępniającą zbiory w czytelniach i w ramach wypożyczeń międzybibliotecznych. W gmachu głównym do dyspozycji czytelników przeznaczone są: Informatorium, Czytelnia Ogólna, Czytelnia Zasobu Wieczystego, Czytelnia Kartograficzna, Czytelnia Muzyczna, Czytelnia Nagrań Dźwiękowych i Audiowizualnych, Czytelnia Rękopisów i Starodruków. Czytelnia Ogólna i Czytelnia Zasobów Wieczystych dysponują księgozbiorami podręcznymi – w 2020 liczyły one 21 069 tytułów książek i czasopism w 33 977 woluminach. Część zbiorów dostępna jest w bibliotece cyfrowej Polona oraz wypożyczalni cyfrowej Academica i nie wymaga wizyty w gmachu BN. Biblioteka sprawuje też pieczę nad Biblioteką Donacji Pisarzy Polskich w Domu Literatury w Warszawie.
Liczba czytelników Biblioteki Narodowej wynosiła w kolejnych latach: 2015 – 126 283, 2016 – 116 281, 2017 – 116 281, 2018 – 99 680, 2019 – 57 049, 2020 – 20 757 (spadek liczby czytelników w latach 2018–2019 spowodowany był trwającymi pracami remontowymi, zaś w 2020 pandemią koronawirusa). Liczba udostępnionych woluminów/jednostek wynosiła w poszczególnych latach: 2015 – 405 609, 2016 – 126 283, 2017 – 126 283, 2018 – 126 283, 2019 – 126 283, 2020 – 52 367.
Biblioteka Narodowa realizuje też wypożyczenia międzybiblioteczne, zarówno krajowe, jak i zagraniczne. Zamówienia realizowane są w formach tradycyjnej, elektronicznej lub mikrofilmów. Od 2017 zamawiane materiały są w miarę możliwości skanowane i udostępniane w systemie Academica. W 2019 zrealizowano ogółem 1517 zamówień dla 34 bibliotek warszawskich i 60 z terenu Polski. W 2019 zrealizowano też 335 zamówień zagranicznych (129 bibliotek z 29 państw).
Biblioteka wypożycza też zbiory w celu prezentacji na wystawach krajowych i zagranicznych (w 2019 złożono 29 krajowych próśb o wypożyczenie i 5 zagranicznych).

## Zbiory

### Charakterystyka zbiorów
Zbiory Biblioteki Narodowej należą do najliczniejszych w kraju. Na koniec 2020 zbiory Biblioteki Narodowej liczyły 9 855 394 woluminy (wliczając w to dublety).
Struktura i liczebność zbiorów na koniec roku 2019
1. Zbiory główne – 8 147 462 woluminy
  1. książki nowsze – 3 346 975 wol.
  2. ze zbiorów Biblioteki Ordynacji Krasińskich – 51 558 wol.
  3. druki nowsze wilanowskie – 21 112 wol.
  4. zbiory bibliologiczne – 510 000 wol.
  5. czasopisma od 1801 – 1 152 205 wol.
  6. dokumenty życia społecznego – 2 614 736 jedn.
  7. publikacja elektroniczne – 450 876 plików
2. Zbiory specjalne – 1 537 650 wol.
  1. rękopisy – 33 399 wol. (23 115 jednostek)
  2. starodruki – 183 606 wol.
  3. nuty – 133 874 jedn.
  4. nagrania dźwiękowe i audiowizualne – 275 615 jedn.
  5. dokumenty ikonograficzne – 390 643 jedn.
  6. mapy – 142 272 jedn.
  7. mikroformy – 274 794 jedn.
  8. negatywy – 103 447 jedn.

Przyrost zbiorów w ostatnich latach wyglądał następująco: 2019 – 175 270 woluminów/jednostek, 2018 – 233 395 wol./j., 2017 – 196 686 wol./j. Około 90% wpływających materiałów stanowią egzemplarze obowiązkowe. Pozostałe drogi nabywania zbiorów to dary, wymiana krajowa i zagraniczna oraz zakupy.

### Rękopisy
W 2017 w zbiorach Biblioteki Narodowej znajdowało się 22 508 jednostek rękopisów (32 792 woluminy), w tym średniowiecznych około 420, z XVI–XVIII w. – około 4 tys., z XIX–XX w. – około 15,3 tys. (nie licząc rękopisów w zbiorach muzycznych, kartograficznych i ikonograficznych). Według danych z 2012 zbiory najstarszych rękopisów, powstałych do połowy XVI w., liczyły 611 obiektów.
Większość dawnego zasobu rękopisów została zniszczona w czasie II wojny światowej. Ze zbioru składającego się przed wojną z 42 175 woluminów (w tym około 14,5 tys. woluminów powstałych do końca XVIII w.) zachowało się tylko około 2000 rękopisów, w tym powstałych do połowy XVI wieku – 97 jednostek. Udało się jednak zachować kilkadziesiąt najcenniejszych zabytków polskiego piśmiennictwa (m.in. Kazania gnieźnieńskie i Psałterz floriański), które w 1939 zostały ewakuowane przez Rumunię do Francji, a następnie do Kanady, skąd wróciły w 1959. Po 1945 zbiory rękopiśmienne uzupełniane były manuskryptami z bibliotek, które znalazły się poza wschodnią granicą Polski, z bibliotek z tzw. Ziem Odzyskanych oraz depozytami i obiektami zarekwirowanymi przez władze. Z powyższych powodów zbiór najstarszych rękopisów w Bibliotece Narodowej ma charakter cząstkowy i dość przypadkowy, niemniej jest zbiorem wyjątkowym ze względu na obecność ksiąg o szczególnym znaczeniu dla kultury polskiej.
| Źródło                                            | Rozmiar                                        | Uwagi |
| ------------------------------------------------- | ---------------------------------------------- | --- |
| zbiory zwrócone przez Związek Radziecki           | 1895 jednostek (97 sprzed połowy XVI w.)       | zwrócone w latach 1923–1934 na mocy traktatu ryskiego, skonfiskowane wcześniej przez władze carskie m.in. ze zbiorów Biblioteki Załuskich i Towarzystwa Warszawskiego Przyjaciół Nauk |
| Biblioteka Ordynacji Zamojskiej                   | około 820 jednostek (111 sprzed połowy XVI w.) | od 1945 jako depozyt, od 2004 depozyt wieczysty |
| Biblioteka Ordynacji Krasińskich                  | 78 jednostek (5 sprzed połowy XVI w.)          | |
| Biblioteka Wilanowska                             | 46 jednostek (5 sprzed połowy XVI w.)          | przekazane w 1932 jako depozyt wieczysty |
| Biblioteka Baworowskich                           | 136 jednostek (78 sprzed połowy XVI w.)        | z zasobów rozproszonych po 1945 |
| Biblioteka Uniwersytetu we Lwowie                 | 130 jednostek (22 sprzed połowy XVI w.)        | z zasobów rozproszonych po 1945 |
| Biblioteka Dzieduszyckich                         | 19 jednostek (7 sprzed połowy XVI w.)          | z zasobów rozproszonych po 1945 |
| Biblioteka Kapituły Greckokatolickiej w Przemyślu | 777 jednostek (84 sprzed połowy XVI w.)        | przewiezione po likwidacji kapituły w 1945 |
| Biblioteka katedry w Kamieniu Pomorskim           | 14 jednostek                                   | częściowo przewiezione do Biblioteki Narodowej po 1945 |
| inne kolekcje                                     |                                                | m.in. biblioteki Majoratu Schaffgotschów w Cieplicach, Morstinów w Krakowie, kolekcja dokumentów Józefa Zaborskiego                                                                   |

W Bibliotece Narodowej, oprócz zabytków związanych z kulturą polską, przechowywane są także zabytki innych narodów i kultur, wśród których do najcenniejszych należą m.in.: Testamentum Novum, Kodeks supraski, Cosmographia Ptolemeusza, Dzieła Józefa Flawiusza, Revelationes św. Brygidy, Evangelistarium, Graduał cysterski, Kalendarium paryskie, Sforziada, Triod’ cwietnaja, korespondencja Leibniza.

#### Rękopisy autorskie
W zbiorach Biblioteki Narodowej znajdują się też rękopisy autorskie czołowych polskich twórców. Z epoki staropolskiej pochodzą m.in. rękopisy takich autorów, jak Jan Kochanowski, Andrzej Krzycki, Wespazjan Kochowski, Jan Andrzej Morsztyn, Zbigniew Morsztyn. Z XVIII w. pochodzą m.in. rękopisy twórców jak Ignacy Krasicki, Tomasz Kajetan Węgierski, Stanisław Trembecki, Adam Tadeusz Naruszewicz, bogata korespondencja braci Załuskich, zwłaszcza Józefa Andrzeja.
Trzy czwarte zasobów rękopiśmiennych stanowią natomiast rękopisy z XIX i XX wieku, m.in. twórców, takich jak Adam Mickiewicz, Juliusz Słowacki, Cyprian Kamil Norwid, Aleksander Fredro, Józef Ignacy Kraszewski, Henryk Sienkiewicz, Stanisław Wyspiański, Stefan Żeromski, Krzysztof Kamil Baczyński, Tadeusz Gajcy, Julian Tuwim, Maria Dąbrowska, Jan Parandowski, Kazimierz Brandys, Czesław Miłosz, Zbigniew Herbert czy Kazimierz Moczarski. Zbiór dzienników i pamiętników liczy około 1,2 tys. obiektów, zaś listów – ponad 25 tys. obiektów.
W 2013 zainicjowany został projekt „Kolekcja polskiej literatury współczesnej”, mający gromadzić rękopisy żyjących polskich twórców, zarówno mających już ugruntowaną pozycję, jak i zdobywających uznanie w ostatnich latach. Do projektu włączyli się m.in. Tadeusz Różewicz, Kazimierz Orłoś, Urszula Kozioł, Józef Hen, Hanna Krall, Anna Piwkowska, Mariusz Szczygieł, Józef Baran, Anna Nasiłowska, Henryk Grynberg, Antoni Libera, Tomasz Jastrun, Eustachy Rylski, Jacek Dehnel, Sylwia Chutnik, Jacek Dukaj.

#### Ważniejsze manuskrypty
|  | Nazwa                               | Data powstania    | Miejsce powstania            | Język                      | Opis                                                                                      |
|  | ----------------------------------- | ----------------- | ---------------------------- | -------------------------- | ----------------------------------------------------------------------------------------- |
|  | Deklaracja cenzusowa                | 161               | Egipt                        | greka                      | starożytny dokument na papirusie                                                          |
|  | Pokwitowanie podatkowe              | 208               | Egipt                        | greka                      | starożytny dokument na papirusie                                                          |
|  | Biblia. Testamentum Novum           | VIII w.           | region Mozeli                | łacina                     | tekst Nowego Testamentu                                                                   |
|  | Evangelistarium                     | około 1000        | północna Francja             | łacina                     | średniowieczny ewangelistarz                                                              |
|  | Kodeks supraski                     | pocz. XI w.       | Bałkany                      | staro-cerkiewno-słowiański | zbiór żywotów świętych i nauk Ojców Kościoła                                              |
|  | Sakramentarz tyniecki               | około 1060–1070   | region Kolonii               | łacina                     | iluminowany sakramentarz                                                                  |
|  | Rocznik świętokrzyski dawny         | 1. poł. XII w.    | Francja, Polska              | łacina                     | jeden z najważniejszych polskich roczników średniowiecznych                               |
|  | Ewangeliarz Anastazji               | 2. poł. XII w.    |                              | łacina                     | łaciński ewangeliarz                                                                      |
|  | Ewangeliarz lwowski                 | 1198–1199         | Księstwo Cylicji             | ormiański                  | teksty czterech Ewangelii                                                                 |
|  | Psałterz Potockich                  | XIII w.           | Francja                      | łacina, francuski          | iluminowany psałterz                                                                      |
|  | Graduał cysterski                   | 2. poł. XIII w.   |                              | łacina                     | iluminowany graduał                                                                       |
|  | Kazania świętokrzyskie              | XIII/XIV w.       | Polska                       | polski                     | najstarszy zachowany tekst prozaiczny w języku polskim                                    |
|  | Kalendarium paryskie                | 3. ćwierć XIV w.  | Paryż (?)                    | łacina                     | kalendarz liturgiczny                                                                     |
|  | Revelationes                        | 1375–1377         | Neapol (?)                   | łacina                     | iluminowany manuskrypt z tekstem Objawień św. Brygidy                                     |
|  | Powieść o Róży                      | około 1385–1395   | Francja                      | francuski                  | iluminowany manuskrypt z tekstem Opowieści o Róży                                         |
|  | Graduał opata Mścisława             | około 1390        | Małopolska                   | łacina                     | iluminowany graduał                                                                       |
|  | Kodeks zamojski                     | XIV/XV w.         | Polska                       | łacina, polski             | zbiór źródeł do historii Polski, w tym najstarszy zachowany przekaz Kroniki Galla Anonima |
|  | Psałterz floriański                 | przełom XIV/XV w. | Małopolska                   | łacina, polski, niemiecki  | najstarszy zachowany psałterz w języku polskim                                            |
|  | Modlitewnik niderlandzki            | około 1440        | Holandia                     | holenderski                | iluminowany modlitewnik                                                                   |
|  | Godzinki wilanowskie                | połowa XV w.      | północna Francja             | łacina                     | bogato iluminowane godzinki                                                               |
|  | Dzieła Józefa Flawiusza             | 1466              | Opactwo Benedyktynów w Tyńcu | łacina                     | teksty dzieł Józefa Flawiusza                                                             |
|  | Geografia Ptolemeusza               | przed 1467        | Florencja (?)                | łacina                     | tekst Geografii Ptolemeusza                                                               |
|  | Kras 52                             | XV w.             | Polska                       | łacina                     | zbiór polskiej średniowiecznej muzyki polifonicznej                                       |
|  | Rękopis Stanisława Augusta          | poł. XV w.        | Polska                       | łacina                     | zbiór średniowiecznych kronik i roczników polskich                                        |
|  | Złota legenda                       | około 1480–1490   | północne Włochy              | łacina                     | tekst Złotej legendy Jakuba de Voragine                                                   |
|  | Katalog arcybiskupów gnieźnieńskich | przełom XV/XVI w. | Kraków                       | łacina                     | dzieło Jana Długosza zawierające życiorysy biskupów gnieźnieńskich                        |
|  | Rozmyślanie przemyskie              | około 1500        | Polska                       | polski                     | najobszerniejszy zabytek polskiej prozy średniowiecznej                                   |
|  | Mszał Erazma Ciołka                 | 1515–1518         | Kraków                       | łacina                     | mszał wykonany na zlecenie biskupa Erazma Ciołka                                          |
|  | Graduale de sanctis                 | 1528              | Kraków                       | łacina                     | iluminowany graduał                                                                       |
|  | Statut litewski pierwszy            | 1. poł. XVI w.    | Wielkie Księstwo Litewskie   | starobiałoruski            | egzemplarz statutu należący do Olbrachta Gasztołda                                        |
|  | Ewangeliarz mołdawski               | 1614–1617         | Mołdawia                     | cerkiewnosłowiański        | cztery ewangelie                                                                          |

### Starodruki
W 2014 w Bibliotece Narodowej liczba starodruków (czyli druków wydanych do końca XVIII w.) wynosiła 162 415 woluminów.
Do najcenniejszych starodruków należą m.in.: iluminowana edycja francuskich godzinek (około 1485), Sforziada (1490), księgi liturgiczne bizantyńsko-słowiańskie Triod’ cvetnaja i Triod’ postnaja (Kraków około 1491), pergaminowy egzemplarz Revelationes św. Brygidy (Lubeka 1492), Agenda drukowana dla diecezji wileńskiej (Gdańsk 1499), Krótka rozprawa Mikołaja Reja (Kraków 1543), Commentariorum de Republica emendanda Andrzeja Frycza Modrzewskiego z zachowaną księgą IV (Kraków 1551), Kancjonał Zamoyskich (Kraków 1558-1570), Komedyja Justyna i Konstancyjej Marcina Bielskiego (Kraków 1575), Wyprawa plebańska (1590).
Starodruki z poszczególnych wieków
- inkunabuły (XV w.) – 1131 woluminów (1034 dzieła), najliczniejsze są druki weneckie (około 250), natomiast 65% zasobu pochodzi z obszaru Niemiec[45]
- druki XVI w. (9% zbiorów) – około 10 tys. woluminów (około 13 tys. pozycji), w tym prawie jedna trzecia to polonika[45]
- druki XVII w. (32% zbiorów) – około 34 tys. woluminów (około 50 tys. pozycji), ponad jedna trzecia to polonika[45]
- druki XVIII w. (57% zbiorów) – około 100 tys. woluminów (około 90 tys. pozycji), więcej niż połowa to druki obce[45]
- periodyki XVII–XVIII w. – około 7 tys. woluminów[45]

Źródła starodruków
- Biblioteka Wilanowska[45]
- Biblioteka Ordynacji Zamojskiej (depozyt wieczysty) – 270 inkunabułów i około 1,3 tys. druków z XVI w.[45]
- Biblioteka Ordynacji Krasińskich – około 10 tys. woluminów z XVII–XVIII w., przeważnie druki obce (najwięcej francuskich) i około 500 poloników[45]
- Biblioteka Tarnowskich z Dzikowa (depozyt) – około 3,5 tys. woluminów (prawie 4,5 tys. tytułów), w tym największy jednorodny w zbiorach zespół poloników z XVI–XVIII w.[45]
- Biblioteka Tyszkiewiczów z Czerwonego Dworu – prawie 3 tys. woluminów (ponad 3,5 tys. dzieł), większość stanowią polonika[45]
- Biblioteka Potockich z Krzeszowic – ponad 3,5 tys. woluminów (ponad 2,5 tys. dzieł), w tym liczne polonika[45]
- Biblioteki Baworowskich ze Lwowa – około 100 woluminów (ponad 500 dzieł), w tym około 140 pozycji z XVI w., około 260 z XVII w. i ponad 100 z XVIII w., prawie wyłącznie polonika[45]
- Biblioteka Kapituły Greckokatolickiej w Przemyślu – niecałe 500 woluminów, w tym 210 egzemplarzy tłoczonych cyrylicką (największa w Polsce kolekcja starodruków cyrylickich)[45]
- księgozbiory zabezpieczone Pomorza i Śląska – stanowią około 30% wszystkich starodruków w Bibliotece Narodowej, pochodzą z różnych bibliotek (żadna nie weszła w całości), w tym najwięcej z Biblioteki Schaffgotschów z Cieplic (około 20 tys. woluminów)[45]
- Biblioteka Miejska z Królewca – około 9 tys. woluminów, w tym 12 inkunabułów[45]
- pozostałe biblioteki z Pomorza i Prus – ze Szczecina – około 800 woluminów (2 inkunabuły), ze Stargardu – około 1,8 tys. woluminów (44 inkunabuły), z Markowa – ponad 1 tys. woluminów[45]
- pozostałe biblioteki ze Śląska – z Nysy – około 2 tys. woluminów (13 inkunabułów), z Legnicy – kilkaset woluminów, z Wrocławia – około 300 woluminów, z Wałbrzycha – kilkaset woluminów z XVII i XVIII w., ponadto mniejsze zasoby z bibliotek w Książu, Żaganiu, Staniszowie, Oleśniczce, Złotoryi, Lubaniu[45]
- biblioteka kościoła ewangelickiego ze Wschowy (około 3,1 tys. woluminów) i depozyt wschowski (fragment księgozbioru wschowskiego przechowywany od 1881 w Poznaniu, ponad 3 tys. woluminów)[45]

### Książki XIX–XXI w.
W 2019 zbiór książek nowszych, będący największą częścią zasobów Biblioteki Narodowej, liczył 3 346 975 woluminów. W tym roku wpłynęło do biblioteki 74 617 woluminów z tej kategorii (w 2018 – 70 189 wol., w 2017 – 76 474
wol., w 2016 – 75 046 wol., w 2015 – 78 194 wol.).
Wszystkie druki polskie i dotyczące Polski gromadzone są przynajmniej w dwóch egzemplarzach. Jeden z nich, oznaczony dodatkowo literą „A” obok sygnatury, wchodzi w skład szczególnie chronionego, archiwalnego zasobu bibliotecznego, i jest udostępniany wyjątkowo i tylko w czytelni.
Książki XIX w.
Zbiory druków polskich, poloników i obcych z XIX w. składają się w dużym stopniu z księgozbiorów przejmowanych przez Bibliotekę Narodową w początkach jej istnienia. Dominują wśród nich publikacje z zakresu historii, filologii, językoznawstwa, filozofii, nauk prawnych, socjologii oraz teksty literackie. Według szacunkowych danych w bibliotece znajduje się około 45% polskich publikacji z XIX wieku.
Książki z lat 1901–1939
Biblioteka posiada w zbiorach około 50% polskich druków z lat 1901–1926. Odsetek wydawnictw z lat 1927–1939 jest wyższy (75% wszystkich wydanych druków), a to dzięki egzemplarzom obowiązkowym wpływającym do biblioteki od 1927. W bibliotece znajduje się też około 30% poloników zagranicznych z lat 1901–1939.
Książki polskie wydane po 1945
Książki polskie wydane po 1945 stanowią najbardziej kompletną część zbiorów biblioteki. W zbiorach znajduje się około 80% wydawnictw drukowanych na terenie Polski i przeznaczonych dla rynku księgarskiego. Wydawnictwa zwarte, przekazywane przez wydawców w ramach egzemplarza obowiązkowego, są na bieżąco rejestrowane w bibliografii narodowej, udostępnianej od 2009 w wersji elektronicznej.
Polonika zagraniczne wydane po 1945
Biblioteka Narodowa posiada rozległą kolekcję druków stanowiących polonika zagraniczne lub związanych z emigracją. Głównym sposobem pozyskiwania tego rodzaju zbiorów są dary krajowe i zagraniczne od instytucji oraz osób prywatnych. Wydawnictwa te rejestrowane są w roczniku „Polonica Zagraniczne. Bibliografia”. Około 60% pozycji opisywanych w tej bibliografii znajduje się w zbiorach własnych biblioteki.
Książki obce
Biblioteka gromadzi też publikacje zagraniczne: informacyjne i naukowe o charakterze uniwersalnym oraz z zakresu poszczególnych dyscyplin naukowych, szczególnie nauk społecznych i humanistycznych, teksty literackie (dzieła klasyków i współczesne), publikacje wydawane przez ONZ i UNESCO, dzieła ze wszystkich dziedzin nagradzane w prestiżowych konkursach.

### Czasopisma XIX–XXI w.
Biblioteka Narodowa gromadzi w dwóch egzemplarzach periodyki ukazujące się na terenie Polski oraz ukazujące się poza granicami, a dotyczące Polski, napisane w języku polskim lub wydane przez polskiego autora. Jeden egzemplarz przeznaczony jest do archiwum, drugi udostępniany jest w czytelni. Niektóre wydawnictwa gromadzone są w jednym egzemplarzu: mutacje dzienników i tygodników, wydawnictwa jednostronne (o ile ukazują się także w postaci dwustronnej), powielane wydawnictwa agencji prasowej, wydawnictwa drukowane alfabetem Braille’a, wybrane zagraniczne czasopisma naukowe. Gromadzone czasopisma ogłaszane są w „Bibliografii Wydawnictw Ciągłych, Bibliografii Niezależnych Wydawnictw Ciągłych”, zaś polonijne wydawnictwa ciągłe w roczniku „Polonica Zagraniczne”. Dokumenty niewchodzące do Bibliografii Narodowej (np. gazety zakładowe, szkolne, parafialne, dzielnicowe, biuletyny partii i organizacji politycznych niższego szczebla, katalogi wydawnicze, czasopisma reklamowe) są gromadzone i opracowywane przez Zakład Czasopism oraz Zakład Dokumentów Życia Społecznego.
W 2019 zbiór czasopism (wydawnictw ciągłych), wydanych po 1801, wynosił 1 152 205 woluminów. W tymże roku wpłynęło do biblioteki jako egzemplarze obowiązkowe 10 258 tytułów (9954 roczniki).

### Dokumenty życia społecznego
Dokumenty życia społecznego (druki ulotne) obecne są w każdej z podstawowych kategorii zbiorów, jak rękopisy, druki, materiały ikonograficzne, kartograficzne, muzyczne i fonograficzne. Dokumenty tego rodzaju, które powstały do końca XVIII w., umieszczane są w odpowiedniej kategorii zbiorów specjalnych. Dokumenty wydawane od 1801 tworzą wydzielony zbiór druków ulotnych i okolicznościowych. Na zbiór składają się zarówno pojedyncze dokumenty, jak i całe zespoły oraz kolekcje (m.in. druki z czasów powstań i wojen światowych, dokumenty drugiego obiegu, teatralia, książki adresowe).
Druki ulotne zaczęto gromadzić już w okresie przedwojennym, natomiast wydzielony Zakład Dokumentów Życia Społecznego powstał w 1983. Na koniec 2019 zbiór dokumentów życia społecznego w Bibliotece Narodowej składał się z 2 614 736 jednostek. W 2019 zbiór ten zwiększył się o 20 879 jednostek. Większość druków ulotnych wpływa jako egzemplarze obowiązkowe, aczkolwiek dużą część stanowią też dary.

### Zbiory muzyczne
Zbiory muzyczne składają się przede wszystkim z rękopisów i druków muzycznych. Najstarsze muzykalia (iluminowane liturgiki, śpiewniki cyrylickie XV-XVII wieku, dawne libretta) przechowywane są w Zakładzie Rękopisów; kancjonały, dzieła dotyczące teorii muzycznych, teksty z nutami – w Zakładzie Starych Druków; programy, afisze, katalogi wystaw – w zbiorze dokumentów życia społecznego; obiekty ikonograficzne – w zbiorach ikonograficznych; książki popularyzatorskie i czasopisma muzyczne – w zbiorach głównych; specjalistyczna literatura muzyczna – w księgozbiorze podręcznym Zakładu Zbiorów Muzycznych.
Do najcenniejszych rękopisów muzycznych należą: 21 autografów i kopii edycyjnych, zawierających 49 dzieł Fryderyka Chopina, rękopisy dawne (w tym tabulatury i zbiory kompozycji z XV–XVIII w.), autografy kompozytorów polskich, takich jak Józef Elsner, Stanisław Moniuszko, Juliusz Zarębski, Władysław Żeleński, Karol Szymanowski, Kazimierz Sikorski, Kazimierz Wiłkomirski, Zygmunt Mycielski, Stefan Kisielewski, Piotr Perkowski, Witold Lutosławski, Grażyna Bacewicz, Kazimierz Serocki, Krzysztof Penderecki, rękopisy z ilustracjami muzycznymi do sztuk teatralnych z okresu 1913–1956. Wśród starodruków muzycznych dominują wydania kompozytorów obcych z XVI-XVIII w., zaś polonika są nieliczne. Zbiór druków muzycznych z XIX–XXI w. jest największą tego typu kolekcją w Polsce.
W 2019 zbiór nut drukowanych nowszych (XIX–XXI w.) liczył 133 874 jednostki. W tymże roku w zbiorach nut przybyło 1 267 jednostek. Większość nabytków pochodzi z egzemplarza obowiązkowego, pozostałe z zakupów i darów.

### Zbiory dźwiękowe i audiowizualne
W Bibliotece Narodowej gromadzone są publikacje dźwiękowe i audiowizualne polskich producentów, polonika zagraniczne i reprezentatywne wydawnictwa obce. W skład zbiorów wchodzą nagrania muzyczne, książki mówione, filmy fabularne, dokumentalne i animowane. Większość zbiorów stanowią materiały opublikowane, gromadzone są jednak także archiwalia będące spuścizną wybitnych twórców jak Kazimierz Serocki, Roman Palester, Alfred Schütz, Witold Rowicki, Adelina Czapska, Zofia Lissa.
Najcenniejszymi obiektami w zbiorach są nagrania na historycznych nośnikach dźwięku, jak wałki fonograficzne, rolki pianolowe, płyty patefonowe i gramofonowe. Wśród nich są unikatowe nagrania polskich artystów, takich jak Stanisław Barcewicz, Józef Hofmann, Ignacy Friedman, Teodor Leszetycki, Ignacy Jan Paderewski, Józef Śliwiński, Janina Korolewicz-Waydowa, Marcelina Sembrich-Kochańska, Aleksander Myszuga, Ignacy Dygas, Adam Didur, Wiktoria Kawecka, Lucyna Messal.
Na zbiory muzyczne składają się również nagrania artystów zagranicznych, płyty wykonawców współczesnych, nagrania polskiej muzyki rozrywkowej, jazzowej i ludowej. W zbiorach znajdują się też dokumentacyjne nagrania słowne, m.in. recytacje Kazimiery Iłłakowiczówny i Konstantego Ildefonsa Gałczyńskiego, wypowiedzi Karola Szymanowskiego i Józefa Piłsudskiego.
Początki gromadzenia zbiorów dźwiękowych datuje się na rok 1935, w którym to powołano Centralne Archiwum Fonograficzne. Do 1939 archiwum zgromadziło około 4,8 tys. wałków dźwiękowych, które jednak zostały bezpowrotnie zniszczone w czasie II wojny światowej. Systematyczne gromadzenie zbiorów dźwiękowych wznowiono w 1961, kiedy to prawnie zobowiązano do przekazywania gratisowych płyt dla bibliotek.
W 2019 zbiór nagrań dźwiękowych i audiowizualnych liczył 275 615 jednostek, co stawia go w czołówce krajowych kolekcji tego typu. W 2019 zbiory dźwiękowe i audiowizualne powiększyły się o 9 252 jednostki. Pochodziły one w większości z egzemplarza obowiązkowego.

### Dokumenty elektroniczne
Dokumenty elektroniczne są gromadzone w Bibliotece Narodowej od 1998. Od 2009 funkcjonuje repozytorium archiwizujące publikacje online, zwłaszcza ebooki i czasopisma rozpowszechniane w postaci plików cyfrowych. Od 2001 ukazuje się w cyklu półrocznym „Bibliografia Dokumentów Elektronicznych” zawierająca bieżącą bibliografię polskich wydawnictw elektronicznych.
W ramach zbiorów elektronicznych gromadzone są dokumenty elektroniczne offline i online, samoistne i niesamoistne wydawniczo (dodatki uzupełniające treści w dokumencie podstawowym), m.in.: encyklopedie, słowniki językowe, podręczniki, teksty i opracowania literatury pięknej, materiały do nauczania języków obcych, publikacje prawnicze, poradniki, normy, aprobaty techniczne, materiały komisji sejmowych i senackich, dzienniki urzędowe, wydawnictwa multimedialne oraz gry komputerowe.
Na koniec 2019 zbiór dokumentów elektronicznych składał się z 450 876 plików. W 2019 przybyły w nim 56 974 publikacje. Publikacje pochodzą prawie wyłącznie z egzemplarza obowiązkowego.

### Zbiory kartograficzne
Zbiory kartograficzne Biblioteki Narodowej dzielą się na trzy główne grupy: atlasy, mapy, globusy.
Najwartościowszą część zbiorów stanowią atlasy, w tym ponad 300 starodruków. Do najcenniejszych atlasów należą: wydanie Geografii Ptolemeusza (1522), Cosmographia universalis Sebastiana Münstera, atlas morski Tabulae antiquae delineatae ab Angelo Comite Freducci Anconitano, pergaminowe mapy morskie z dzieła Geographicae tabulae in charta pergamena Antoniusa Millo (1583), kolekcja atlasów Abrahama Orteliusa, edycje dzieła Civitates orbis terrarum Georga Brauna i Fransa Hogenberga, atlasy z Officina Blaeviana z Amsterdamu (XVII w.), atlas morski Le Neptune François Huberta Jaillot (1693), dzieło De rebus a Carolo Gustavo Erika Dahlbergha m.in. z widokami i planami wielu polskich miast, Atlas Maior Christophera Browne’a (1715), atlasy z oficyny Johanna Homanna i spadkobierców, w tym Atlas Silesiae (XVIII w.). Zbiory atlasów z XIX w. liczą kilkaset egzemplarzy. Wśród atlasów z XIX–XX w. są m.in. atlas będący załącznikiem do dzieła Moyen Âge Joachima Lelewela, Atlas de l’ancienne Pologne Feliksa Wrotnowskiego, Wielki Atlas Geograficzny Wacława Nałkowskiego i Andrzeja Świętochowskiego, Atlas Geograficzny Eugeniusza Romera.
Najstarsze pojedyncze mapy w zbiorach biblioteki datują się na XVI wiek. Często pochodzą one z wydań dzieł Münstera, Orteliusza, Merkatora. Do cenniejszych map w zbiorach zaliczają się m.in. mapy Poloniae finitimarumque locorum descriptio Wacława Grodzieckiego oraz Poloniae, Lituaniaeq. descriptio Wacława Grodeckiego i Andrzeja Pograbki, pochodzące z różnych wydań Theatrum orbis terrarum Orteliusa, mapa Germaniae Omniumque eius prouinciarum, atque Austriae, Boemiae, Vngarie, Carinthiae, Poloniae, (…), Lithuaniae… wydana w Wenecji przez Fernanda Berlellego, mapa Europy Środkowej Tabula Europae III z weneckiego wydania Geografii Ptolemeusza (1548), mapy Poloniae et Ungariae nova descriptio z edycji Cosmographia universalis Münstera, będące przeróbką mapy Bernarda Wapowskiego, A newe mape of Poland Johna Speeda (1626), Tabula Nova Poloniae et Silesiae Nicolaasa Visschera (1633), Tabula nova totius Regni Poloniae Nicolasa Sansona d’Aberville (1655). W zbiorach znajduje się też wiele map Polski z XVIII w., m.in. mapa Spiszu Franciszka Czakiego (1760), mapa odbita na jedwabiu Carte Générale et nouvelle de toute la Pologne Bartłomieja Folino (1770), mapa Regni Poloniae, Magni Ducatus Lithuaniae wydana przez Jana Jakuba Kantera (1771), mapa Regni Poloniae, Magni Ducatus Lithuaniae Filipa Teodora Pfaua (1771–1772), Carte de la Pologne Jana Antoniego Rizzi-Zannoniego (1772), mapy województw autorstwa Karola de Perthéesa (1791-1792, 1809), Topograficzna Karta Królestwa Polskiego (1843), Karta dawnej Polski Wojciecha Chrzanowskiego.
Na koniec 2019 zbiory kartograficzne liczyły 142 272 jednostki. W 2019 przybyło w nich 1759 jednostek, głównie z egzemplarza obowiązkowego, a także z darów i zakupów.

### Zbiory ikonograficzne
Na zbiory ikonograficzne składają się grafiki, rysunki, ekslibrisy, fotografie, kartki pocztowe, wydawnictwa albumowe i tekowe, wydawnictwa eksperymentalne (m.in. książki artystyczne, często wydawane w jednym egzemplarzu, na nietypowych nośnikach, nietypowego kształtu) oraz innego rodzaju materiały (matryce graficzne, klocki drzeworytnicze i płyty miedziorytnicze, monety, medale, odznaczenia, broń biała, tkaniny). Zbiory te pochodzą z kolekcji historycznych, zakupów (zwłaszcza dzieł polskich) i darowizn.
Wśród rysunków jednym z najcenniejszych zbiorów jest kolekcja wilanowska, zawierająca ponad 2 tys. rysunków twórców polskich i obcych, takich jak Zygmunt Vogel, Jan Piotr Norblin, Aleksander Orłowski, Piotr Aigner, Szymon Bogumił Zug. Z Biblioteki Ordynacji Krasińskich pochodzi około 100 rysunków (m.in. Zygmunta Vogla, Aleksandra Orłowskiego, Franciszka Smuglewicza, Wincentego Smokowskiego, Januarego Suchodolskiego), około 100 rysunków z Kolekcji Czetwertyńskich, około 800 rysunków ze zbiorów Schaffgotschów (przeważnie artystów niemieckich, włoskich i francuskich). W bibliotece znajduje się też największa w Polsce kolekcja rysunków (ponad 350), akwarel, rycin, szkicowników i fotografii Cypriana Norwida.
Zbiory ekslibrisów są jednymi z największych w Polsce. Składają się na nie m.in. kolekcje Edwarda Chwalewika, Piotra S. Koczorowskiego, Franciszka Sedlaczka. Najliczniejsza jest kolekcja Stefana Kotarskiego, zawierająca m.in. znaki własnościowe bibliotek polskich i obcych.
W skład zbioru fotografii wchodzą zarówno najstarsze zdjęcia (dagerotypy, ambrotypy, ferrotypy, talbotypy), jak również współczesne fotografie artystyczne. W zbiorach znajdują się m.in. kolekcja zdjęć Benedykta Jerzego Dorysa (ponad 7 tys. pozycji), a także prace Jana Bułhaka, Edwarda Hartwiga, Jana Mieczkowskiego czy Bolesławy i Edmunda Zdanowskich. Cenne są również duży zespół fotografii teatralnych (m.in. ze spuścizny po Arnoldzie Szyfmanie) i kolekcja zdjęć, głównie miejscowości kresowych, ze zbiorów Mieczysława Orłowicza (ponad 1,3 tys. pozycji).
Zbiór kart pocztowych liczy około 100 tys. sztuk. Obejmuje on m.in. widoki miejscowości (w tym około 17 tys. z miejscowościami kresowymi), sceny rodzajowe, reprodukcje malarstwa, karty o tematyce patriotycznej.
Wydawnictwa albumowe i tekowe stanowią wydzielony zbiór, liczący ponad 7 tys. jednostek. W wydawnictwach sprzed 1801 przeważają pozycje dotyczące architektury, sztuki starożytnej, monografie poszczególnych twórców, wzorniki, zielniki, dzieła o treściach religijnych, autorów takich jak Giovanni Battista Piranesi, Salvador Rosa, David Teniers młodszy, Jacopo Barozzi da Vignola, Joseph i Johann Klauber, Charles Le Brun, Pierre’a Le Pautre’a. Wśród dzieł z XX w. są m.in. Teka Melpomeny, teki graficzne Leona Wyczółkowskiego, Anieli Wolskiej-Pawlikowskiej, Władysława Skoczylasa, Tadeusza Cieślewskiego (syna), Stefana Mrożewskiego.
Na koniec 2019 zbiory ikonograficzne liczyły 390 636 jednostek. W 2019 przybyło w nich 169 jednostek, głównie z darowizn.

### Zbiory bibliologiczne
Zbiory bibliologiczne tworzą specjalną kolekcję różnego rodzaju dokumentów, wydzieloną na podstawie kryterium treściowego, która obejmuje polskie i zagraniczne dzieła z dziedzin, takich jak nauka o książce, bibliotekarstwo, bibliotekoznawstwo, informacja naukowa, archiwistyka, historia książki, księgarstwo, czytelnictwo, bibliofilstwo. W kolekcji gromadzone są zarówno książki, jak i czasopisma, dokumenty życia społecznego, bibliografie, katalogi księgarskie, polskie normy, archiwalia dotyczące Stowarzyszenia Bibliotekarzy Polskich, wycinki prasowe. Zawierają się w tym wszelkie materiały dotyczące działalności Biblioteki Narodowej. Głównym źródłem wpływu polskich publikacji bibliologicznych jest drugi egzemplarz obowiązkowy bieżącej produkcji wydawniczej. Wydawnictwa obce (głównie w językach angielskim, francuskim, niemieckim, rosyjskim) wpływają drogą wymiany, kupna lub darów.
Na koniec 2019 zbiory bibliologiczne liczyły 510 tys. woluminów.

### Mikrofilmy
W Bibliotece Narodowej znajdują się największe w Polsce zbiory mikrofilmów. Na mikrofilmach udostępniane są zarówno zbiory własne, jak i obiekty z innych bibliotek. Program zabezpieczania najcenniejszych zbiorów na mikrofilmach rozpoczął się w 1950 i wynikał z doświadczeń strat wojennych oraz procesu pogarszania się stanu zbiorów, zwłaszcza obiektów z 2. połowy XIX wieku. Przez 60 lat wykonano ponad 130 tys. mikrofilmów, na których zabezpieczono zbiory z około 160 bibliotek, również zagranicznych. Od roku 2000 biblioteka zabezpieczała tylko własne zbiory.
Na zbiór składają się: około 38 tys. mikrofilmów z rękopisami (m.in. z Biblioteki Narodowej, Zakładu Narodowego im. Ossolińskich, bibliotek krakowskich, kościelnych), oraz około 36 tys. zmikrofilmowanych starodruków (w tym ponad 1 tys. inkunabułów, 1,5 tys. gazet ulotnych z XVII–XVIII w., 10 tys. muzykaliów). Od 1962 prowadzony był program mikrofilmowania prasy polskiej, dzięki czemu zarchiwizowano ponad 4 tys. tytułów.
Na koniec 2019 zbiór mikrofilmów liczył 274 794 jednostki.

### Zbiory cyfrowe
Biblioteka Narodowa udostępnia część swoich zasobów w ramach systemów bibliotecznych Polona oraz Academica, w których dostępne są zdigitalizowane książki, czasopisma, grafiki, mapy, muzykalia, druki ulotne oraz rękopisy.

## Wyróżnienia
- Nagroda Architektoniczna Prezydenta m.st. Warszawy 2022: Grand Prix oraz nagroda w kategorii Nowe Życie Budynków 2022[60].